# Graphiphora hippophaes
Graphiphora hippophaes là một loài bướm đêm trong họ Noctuidae.